# Magnus Wislander
Magnus Wislander, né le 22 février 1964 à Göteborg, est un ancien handballeur suédois.
Élu handballeur du XXe siècle par la Fédération internationale de handball devant Talant Dujshebaev et Andreï Lavrov, il fait partie de l'équipe de Suède qui a dominé le handball mondial durant la dernière décennie du XXe siècle, même s'il n'est pas parvenu à décrocher la récompense suprême du titre olympique, s'inclinant par trois fois en finale.
Évoluant sur le poste de demi-centre, il possède la particularité d'avoir terminé sa carrière au pivot avec tout autant d'efficacité.

## Biographie

### Parcours en club
Magnus Wislander commence le handball à neuf ans au Tuve IF avant de rejoindre en 1979 le Redbergslids IK. Il y remporte quatre titres de champion de Suède et est élu meilleur handballeur de l'année en Suède à deux reprises, en 1986 et en 1990.
En 1990, il prend la direction du championnat d'Allemagne et du THW Kiel. Avec ce dernier où il évolue pendant 12 saisons dont 9 comme capitaine, il remporte sept titres de champion et trois Coupes d'Allemagne. Sur la scène européenne, il remporte la Coupe de l'EHF (C3) en 1998 et 2002 mais échoue en finale de la compétition majeure en club, la Ligue des champions lors de l'édition 2000. Durant sa carrière en Allemagne, il aura marqué 1814 buts en 485 matchs, soit une moyenne de 3,74 buts par match.
En 2002, de retour dans sa Suède natale à presque 39 ans, il retrouve le club de ses débuts, le Redbergslids IK, avec lequel il remporte son cinquième titre de champion de Suède et il atteint la finale de la Coupe d'Europe des vainqueurs de coupe en 2003. Il y termine sa carrière de joueur en 2005, occupant également, durant une période, le rôle d'entraîneur en parallèle de sa carrière de joueur.

### Parcours en équipe nationale

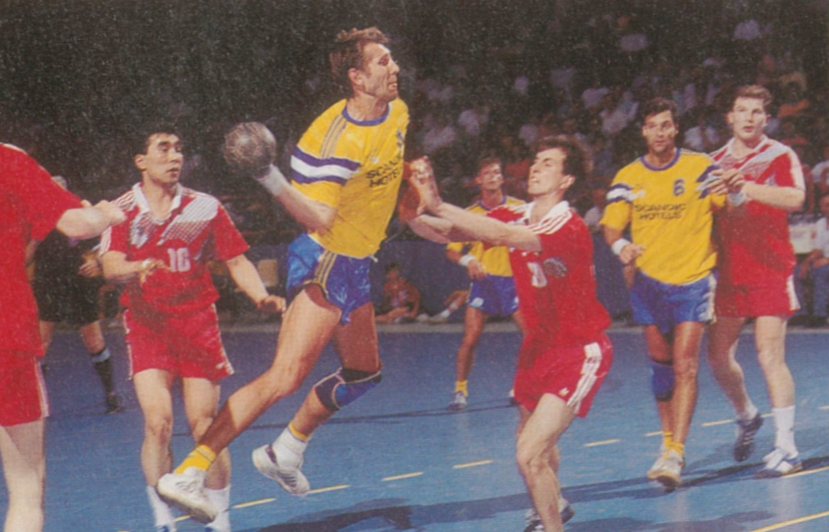
Magnus Wislander avec la Suède lors du Challenge Marrane en 1992.

Sélectionné pour la première fois en équipe nationale de Suède le 16 janvier 1985 face à l'URSS, il participe à sa première compétition internationale à l'occasion des Jeux olympiques de Séoul en 1988. Durant ce tournoi, la Suède termine à la cinquième place, battant la Tchécoslovaquie sur score le 27 à 18.
Le Championnat du monde 1990 en Tchécoslovaquie, remporté face à l'URSS sur le score de 27 à 23, constitue la première pierre victoire d'une équipe de Suède qui va dominer le handball mondial pendant douze ans. Deux ans plus tard, il atteint la finale des Jeux olympiques de Barcelone, perdue face à l'équipe unifiée sur le score de 22 à 20.
Après une médaille de bronze au championnat du monde 1993, il remporte en 1994 la première édition du Championnat d'Europe, disputé au Portugal.
Durant la période allant des Jeux olympiques d'Atlanta au Championnat d'Europe 2002, la Suède se retrouve en finale lors de toutes les compétitions majeures : Jeux olympiques, championnats du monde et d'Europe. Après l'argent des JO 96, finale perdue sur le score de 27 à 26 face à la Croatie, il remporte l'argent du mondial 1997 disputé au Japon, puis l'or du championnat d'Europe 1998. Les victoires au mondial 1999 en Égypte et à l'Euro 2000 disputé en Croatie placent la Suède comme la grande favorite des jeux olympiques de Sydney. Mais pour la troisième fois consécutive, la Suède s'incline en finale après sa défaite 26 à 28 face à la Russie : Wislander et les « Bengan boys » ne seront jamais champions olympiques. Durant sa carrière olympique, il aura gagné 23 rencontres olympiques, ne perdant qu'à cinq reprises, dont trois fois en finale.
La France accueille la grande compétition suivante, le championnat du monde 2001. La finale se déroule entre l'équipe de France et la Suède. Celle-ci semble conserver son titre lorsque Stefan Lövgren bat le gardien français Martini à quelques secondes de la fin du temps réglementaire. Mais c'est sans compter sur Grégory Anquetil qui, sur le coup d'envoi, file sur son aile pour aller égaliser et offrir la prolongation à son équipe. Lors de celle-ci, la France prend l'avantage et l'emporte sur le score de 28 à 25.
La compétition suivante est un événement majeur pour l'équipe de Suède puisque le championnat d'Europe 2002 se déroule à domicile. Wislander et les Suédois se retrouvent de nouveau en finale, face à l'Allemagne. La rencontre doit se décider lors d'une prolongation : après une égalisation suédoise obtenue à onze secondes de la fin, les Allemands sont privés d'un but, et du titre, sur une décision inexplicable du duo arbitral. Lors de la prolongation, la Suède prend l'avantage et le conserve jusqu'à l'issue de la rencontre, remportant ainsi son quatrième titre sur cinq éditions disputées. Quant à Wislander, il est élu à la fois meilleur joueur et meilleur pivot de la compétition,,.

### Parcours d'entraîneur
Lors de son retour au Redbergslids IK en 2002, il est à la fois joueur et entraîneur-adjoint de l'équipe. Il en devient entraîneur principal de 2005 à novembre 2012 avant de redevenir entraîneur-adjoint jusqu'en 2020.

## Palmarès

### En équipe nationale
Magnus Wislander compte 384 sélections et 1 185 buts (ratio : 3,09 buts/match) en équipe nationale de Suède entre 1985 et 2004. Son parcours en compétitions internationales est :
Jeux olympiques
- 5e place aux Jeux olympiques de 1988 de Séoul,  Corée du Sud
- Médaille d'argent aux Jeux olympiques de 1992 de Barcelone,  Espagne
- Médaille d'argent aux Jeux olympiques de 1996 d'Atlanta,  États-Unis
- Médaille d'argent aux Jeux olympiques de 2000 de Sydney,  Australie

Championnats du monde
- Médaille d'or au Championnat du monde 1990,  Tchécoslovaquie
- Médaille de bronze au Championnat du monde 1993,  Suède
- Médaille de bronze au Championnat du monde 1995,  Islande
- Médaille d'argent au Championnat du monde 1997,  Japon
- Médaille d'or au Championnat du monde 1999,  Égypte
- Médaille d'argent au Championnat du monde 2001,  France

Championnats d'Europe
- Médaille d'or au Championnat d'Europe 1994,  Portugal
- 4e place au Championnat d'Europe 1996,  Espagne
- Médaille d'or au Championnat d'Europe 1998,  Italie
- Médaille d'or au Championnat d'Europe 2000,  Croatie
- Médaille d'or au Championnat d'Europe 2002,  Suède

### En clubs
Compétitions internationales
- Vainqueur de la Coupe de l'EHF (C3) (2) : 1998 et 2002
- Finaliste de la Ligue des champions (C1) (1) : 2000
- Finaliste de la Coupe des vainqueurs de coupe (C2) (1) : 2003 (avec Redbergslids IK)

Compétitions nationales
- Vainqueur du Championnat de Suède (5) : 1985, 1986, 1987, 1989, 2003
- Vainqueur du Championnat d'Allemagne (7) : 1994, 1995, 1996, 1998, 1999, 2000, 2002
- Vainqueur de la Coupe d'Allemagne (3) : 1998, 1999, 2000
- Vainqueur de la Supercoupe d'Allemagne (2) : 1995, 1998

### Distinction personnelle
- Élu meilleur handballeur mondial de l'année en 1990
- Élu handballeur du XXe siècle par l'IHF[11],[12],[13]
- Élu meilleur joueur de Suède au XXe siècle
- Élu meilleur joueur du THW Kiel au XXe siècle
- Recordman de sélections et de buts en équipe nationale de Suède
- Élu meilleur joueur et meilleur pivot du Championnat d'Europe 2002[8],[9],[10]
- Élu meilleur handballeur de l'année en Suède : 1986 et 1990
- Élu meilleur handballeur de l'année en Allemagne : 2000
- Élu meilleur joueur étranger de Bundesliga : 1994, 1995, 1996
- Élu meilleur joueur de l'année du THW Kiel : 1994, 1995, 1996, 1997, 1998, 1999
- 18e (et premier handballeur) plus grands sportif suédois de tous les temps selon le Dagens Nyheter, un quotidien suédois, en 2014[14].